# MVO Moscú
El MVO Moscú (en ruso: Футбольный клуб Московский военный округ Москва) fue un equipo de fútbol de la Unión Soviética que jugó en la Primera División de la Unión Soviética, la primera categoría de fútbol en el país.

## Historia
Fue fundado en el año 1938 en la ciudad de Kalinin como FC Kalinin y de 1945 a 1949 formó parte de la Segunda Liga Soviética hasta que en 1950 participa en la liga de equipos militares y se convierte en campeón.
En 1951 gana la Primera Liga Soviética y obtiene el ascenso a la Primera División de la Unión Soviética, mismo año en el que llega a la final de la Copa de la Unión Soviética donde pierde ante el CDSA Moscú. Al año siguiente cambia su nombre por el de MVO Kalinin y termina en el sexto lugar de la liga.
En 1953 el club se muda a la capital Moscú y pasa a llamarse MVO Moscú, pero el club desaparece luego de jugar seis fechas de la temporada por la muerte de José Stalin.

## Palmarés
- Primera Liga Soviética: 1

1951
- Liga Militar de la Unión Soviética: 1

1950

## Jugadores

### Jugadores destacados
| - Konstantin Krizhevsky - Alexey Khodakov | - Sergey Shaposhnikov - Boris Kuzniekov | - Valentin Nikolaiev - Yuri Nyrkov |